# Eubazus pusillus
Eubazus pusillus är en stekelart som först beskrevs av Gaspard Auguste Brullé 1832.  Eubazus pusillus ingår i släktet Eubazus och familjen bracksteklar. Inga underarter finns listade i Catalogue of Life.